# Cyclichthys hardenbergi
Cyclichthys hardenbergi là một loài cá biển thuộc chi Cyclichthys trong họ Cá nóc nhím. Loài này được mô tả lần đầu tiên vào năm 1939.

## Từ nguyên
Từ định danh hardenbergi được đặt theo tên của Johann Dietrich Frans Hardenberg (1902 – 1980), nhà sinh học người Hà Lan, người đã gửi mẫu định danh cho de Beaufort để phân loại.

## Phạm vi phân bố và môi trường sống
C. hardenbergi được phân bố giới hạn ở Tây Nam Thái Bình Dương, từ phía nam đảo New Guinea trải dài xuống bờ đông bán đảo Cape York (Úc). Loài này được tìm thấy ở độ sâu khoảng 100 m.

## Mô tả
Chiều dài cơ thể lớn nhất được ghi nhận ở C. hardenbergi là 25 cm.